# Vysšaja Liga 2024 (Tagikistan)
La Vysšaja Liga 2024, anche nota come 1xBet League 2024 per motivi di sponsorizzazione, è stata la 33ª edizione del massimo livello del campionato di calcio del Tagikistan, iniziata il 6 aprile 2024 e terminata l'11 dicembre successivo.
La squadra campione in carica era l'Istiklol, che si è riconfermato vincendo il suo tredicesimo titolo nazionale.

## Stagione

### Novità
Al termine della scorsa stagione sarebbero dovuti retrocedere Regar-TadAZ e Khatlon, ultime due classificate del gruppo retrocessione; tuttavia il Fayzkand, terminato quinto, non si è iscritto al campionato e il Regar-TadAZ è stato ripescato. Al loro posto, dalla Ligai Yakumi sono state promosse 4 squadre, in virtù di un allargamento del campionato da 10 a 12 partecipanti. Ad essere promosse sono state Barqi, Istaravšan, Panjsher Kolkhozabad e Vachš.

### Formula
Il 5 marzo 2024 la federazione ha annunciato che avrebbe abbandonato la formula della divisione in gruppi in base al posizionamento in classifica, adottando quella del girone all'italiana, nella quale le 12 squadre partecipanti giocano partite di andata e ritorno, per un totale di 22 giornate. Al termine di esse, la prima classificata è campione del Tagikistan e si qualifica per la AFC Champions League Two. L'ultima classificata è invece retrocessa in Ligai Yakumi, mentre la penultima gioca uno spareggio promozione-retrocessione per la permanenza in massima serie.

## Squadre partecipanti
| Squadra              | Città      | Stagione precedente    |
| -------------------- | ---------- | ---------------------- |
| Barqi                | Hisor      | Ligai Yakumi           |
| CSKA Pamir           | Dušanbe    | 6° in Vysšaja Liga     |
| Ėskhata Khujand      | Xuçand     | 4° in Vysšaja Liga     |
| Istaravšan           | Istaravšan | Ligai Yakumi           |
| Istiklol             | Dušanbe    | Campione di Tagikistan |
| Khosilot Farkhor     | Farchor    | 8° in Vysšaja Liga     |
| Khujand              | Xuçand     | 7° in Vysšaja Liga     |
| Kuktoš               | Rudaki     | 3° in Vysšaja Liga     |
| Panjsher Kolkhozabad | Balch      | Ligai Yakumi           |
| Ravšan               | Kūlob      | 2° in Vysšaja Liga     |
| Regar-TadAZ          | Tursunzoda | 9° in Vysšaja Liga     |
| Vachš                | Boxtar     | Ligai Yakumi           |

## Classifica finale
|                       | Pos. | Squadra              | Pt | G  | V  | N | P  | GF | GS | DR  |
| --------------------- | ---- | -------------------- | -- | -- | -- | - | -- | -- | -- | --- |
| Tagikistan (bandiera) | 1.   | Istiklol             | 59 | 22 | 19 | 2 | 1  | 62 | 11 | +51 |
|                       | 2.   | Khujand              | 43 | 22 | 13 | 4 | 5  | 38 | 16 | +22 |
|                       | 3.   | Ravšan               | 41 | 22 | 11 | 8 | 3  | 33 | 17 | +16 |
|                       | 4.   | CSKA Pamir           | 39 | 22 | 11 | 6 | 5  | 36 | 21 | +15 |
|                       | 5.   | Vachš                | 35 | 22 | 11 | 2 | 9  | 26 | 21 | +5  |
|                       | 6.   | Ėskhata Khujand      | 35 | 22 | 10 | 5 | 7  | 34 | 34 | 0   |
|                       | 7.   | Regar-TadAZ          | 33 | 22 | 9  | 6 | 7  | 21 | 15 | +6  |
|                       | 8.   | Khosilot Farkhor     | 24 | 22 | 5  | 9 | 8  | 27 | 26 | +1  |
|                       | 9.   | Barqi                | 20 | 22 | 5  | 5 | 12 | 21 | 42 | -21 |
|                       | 10.  | Istaravšan           | 17 | 22 | 4  | 5 | 13 | 17 | 32 | -15 |
|                       | 11.  | Panjsher Kolkhozabad | 16 | 22 | 4  | 4 | 14 | 16 | 41 | -25 |
|                       | 12.  | Kuktoš               | 5  | 22 | 1  | 2 | 19 | 8  | 63 | -55 |

Legenda:

      Campione di Tagikistan e ammessa alla AFC Champions League Two 2025-2026

 Ammessa allo spareggio promozione-retrocessione.

      Retrocessa in Ligai Yakumi 2025
Tre punti a vittoria, uno a pareggio, zero a sconfitta.
La classifica viene stilata secondo i seguenti criteri:
- Punti conquistati
- Differenza reti generale
- Reti totali realizzate